# Zoroastrisme

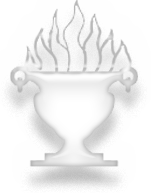
L'atar, el foc sagrat, és un concepte fonamental del zoroastrisme.

El zoroastrisme, mazdaisme o mazdeisme és una de les religions més antigues del món. Es basa en els ensenyaments de Zoroastre, un profeta irànic. Té una cosmologia dualística del bé i el mal i una escatologia que prediu la victòria final del bé sobre el mal. Venera Ahura Mazda (‘Senyor de la Saviesa’), un déu de la saviesa no creat i benevolent, com a ésser suprem.
Era la religió dels antics perses abans de l'arribada de l'islam. Actualment, la segueixen encara els anomenats parsis. L'estimació del nombre de zoroastrians arreu del món varia des de 145.000 a 2,6 milions de persones.
El zoroastrisme va substituir el politeisme indoeuropeu per un culte monoteista, fonamentat en la saviesa moral: l'entitat creadora suprema (Ahura Mazda o Ormazd) engendra l'esperit del bé o principi de la veritat (Spenta Mainyu) i l'esperit del mal o principi de la mentida (Angra Mainyu o Ahriman). Tots dos tenen els seus corresponents seguidors, sovint divinitats anteriors lleugerament transformades. Lluiten eternament pel domini del món i sobretot per convèncer l'ésser humà, l'únic amb llibertat per a triar, perquè segueixi un camí o l'altre. Aquest combat s'acabarà a la fi dels temps amb el triomf del bé i una purificació general pel foc.
El zoroastrisme mantingué restes de l'antiga religió iraniana, com per exemple el paper central del foc i la llum (que esdevenen símbols del bé). Posteriorment, però, va esdevenir una religió ritualista, en què es van afegir elements judaics i budistes, i la seva essència monoteista es va anar diluint fins a convertir-se en una concepció quasi absolutament dualista.
L'Avesta és el conjunt de llibres sagrats d'aquesta religió, si bé només se'n conserva una part molt fragmentària.

## Terminologia
El terme zoroastrisme és una construcció moderna que, segons el diccionari Oxford, va aparèixer en primer lloc el 1874 en l'obra Principis de filologia comparada d'Archibald Sayce, tal com consta en l'Oxford English Dictionary. A Occident, la primera referència a Zoroastre que es conserva és atribuïda a Thomas Browne (1605–1682), que breument s'hi refereix en el seu llibre de 1643 Religio Medici. D'altra banda, la imatge de Zoroastre està present al quadre L'escola d'Atenes de Rafael per Giorgio Vasari el 1550, de manera que el coneixement de la seva filosofia s'havia evidentment filtrat en el Renaixement italià.
El terme mazdeisme és una construcció del segle xix, prenent Mazda del nom Ahura Mazda i afegint-hi el sufix isme per suggerir un sistema de creences. El nom zoroastrià per a la religió és mazdayasna, una expressió composta de l'avèstic que combina l'últim element del nom Ahura Mazda i la paraula yasna, que vol dir 'devoció, creença'.

## Filosofia
En el zoroastrisme, el creador Ahura Mazda és completament bo, i cap maldat hi té origen. Així, en el zoroastrisme, el bé i el mal tenen diferents orígens, amb el mal (druj) intentant de destruir la creació de Mazda (asha), i el bé intentant de mantenir-la. Com que Ahura Mazda no és immanent al món, la seva creació és representada pels Amesha Spenta i els portadors d'altres Yazata, mitjançant els quals les obres de Déu es fan evidents a la humanitat, i a qui el culte de Mazda es dirigeix en darrera instància. Els textos més importants de la religió són els de l'Avesta, malgrat que un bocí significatiu se n'ha perdut, i només les litúrgies dels quals han sobreviscut majoritàriament. Les parts perdudes es coneixen només per referències i citacions breus en obres posteriors, principalment dels segles ix a xi.
El zoroastrisme fou la religió nacional o oficial d'una part significativa dels irànics durant molts segles. La religió va disminuir primerament quan l'Imperi Aquemènida fou envaït per Alexandre el Gran, després de la qual cosa es va desintegrar i fou posteriorment gradualment marginada per l'islam des del segle vii en endavant, amb el declivi de l'Imperi Sassànida. El poder polític de les dinasties iranianes preislàmiques varen donar al zoroastrisme un immens prestigi en temps antics, i moltes de les seves doctrines principals foren adoptades per altres sistemes religiosos. No té grans divisions teològiques (l'únic cisma es basa en diferències de calendari), però no és uniforme. Les influències modernes han tingut un impacte significatiu en les creences, pràctiques, valors, i vocabulari locals i individuals, de vegades barrejant-se amb la tradició i, en altres casos, desplaçant-la.

## Característiques distintives

### Creences bàsiques
Els zoroastrians creuen que hi ha un déu universal, Ahura Mazda, amb dos atributs: Ahura significa 'ser' i Mazda significa 'ment' en llengua avèstica. Zoroastre manté els dos atributs de manera separada com a dos conceptes diferents a la majoria dels Gathas i de manera conscient usa una paraula masculina per a un concepte i una altra de femenina per l'altre, com intentant evitar una antropomorfització de la seva divinitat. Alguns zoroastrians diuen que Ahura Mazda és el creador no creat a qui tot el culte es dirigeix en última instància, formulant així una fe panteística amb una divinitat transcendent, que es creu que va influir enormement la teologia de la branca ismailita de l'islam. Altres estudiosos del zoroastrisme sostenen que, atès que la divinitat de Zoroastre abasta tant l'ésser i la ment com entitats immanents, es descriu millor com una creença en un univers autocreat immanent a la consciència com el seu atribut especial, posant així el zoroastrisme al sac panteista, on pot ser fàcilment remuntat al seu origen comú amb el bramanisme de l'Índia. En qualsevol cas, la creació d'Ahura Mazda -existeix consens en què és asha, la veritat i l'ordre- és l'antítesi del caos, que es mostra com a druj, la mentida i el desordre. El conflicte resultant involucra l'univers sencer, inclosa la humanitat, que té un rol actiu a jugar en el conflicte.
La religió diu que la participació activa en la vida amb les bones obres és necessària per assegurar la felicitat i per a tenir el caos a ratlla. Aquesta participació activa és un element central en el concepte de Zoroastre de lliure albir, i el zoroastrisme rebutja tota forma de monasticisme. Ahura Mazda finalment prevaldrà sobre el mal Angra Mainyu o Ahriman, moment en què l'univers se sotmetrà a una renovació còsmica i el temps acabarà. En la renovació final, tota la creació -fins i tot les ànimes dels morts que en un principi van ser bandejats a la "foscor"- es reunirà amb Ahura Mazda, tornant a la vida en forma immortal. Al final dels temps, una figura salvadora (un Saoshyant) donarà lloc a una renovació final del món (frashokereti), en què els morts seran reviscuts.
En la tradició zoroàstrica, el "caos" és representat per Angra Mainyu (també conegut com a Ahriman), el "principi destructiu", mentre que la benevolència és representada per Ahura Mazda Spenta Mainyu, l'instrument o "principi generós" de l'acte de la creació. És per Spenta Mainyu que el transcendental Ahura Mazda és immanent en la humanitat, i amb ell el creador interacciona amb el món.
Segons la cosmologia zoroastriana, en l'articulació de la fórmula de l'Ahuna Vairya, Ahura Mazda va tenir el seu últim triomf evident sobre Angra Mainyu. Com a expressions i aspectes de la creació, Ahura Mazda emanava els Amesha Spentas ('immortals generosos'), que són tant la hipòstasi com la representació d'un aspecte d'aquesta creació. Aquests Amesha Spenta són, al seu torn, assistits per un conjunt de principis menors, els Yazata, cadascú "digne de lloança", i cadascú altre cop una hipòstasi d'un aspecte moral o físic de la creació.

### Altres característiques
En el zoroastrisme, l'aigua (apo, aban) i el foc (atar, adar) són agents del ritual de purificació, i les cerimònies de purificació associades a aquests elements són considerades les bases d'una vida ritual.
En la cosmogonia de Zoroastre, l'aigua i el foc són, respectivament, el segon i últim elements primordials que van ser creats, i l'escriptura considera que el foc té el seu origen en les aigües. Tant l'aigua com el foc són considerats elements mantenidors de la vida, i l'aigua i el foc estan representats dins del recinte d'un temple del foc. Els zoroastrians normalment resen en presència d'algun tipus de foc (que pot considerar-se evident en qualsevol font de llum), i el ritu culminant del principal acte d'adoració constitueix un "enfortiment de les aigües". El foc es considera un mitjà pel qual es guanya la visió espiritual i la saviesa, i l'aigua és considerada com la font de la saviesa.
Mentre que els parsis a l'Índia tradicionalment s'han oposat al proselitisme, probablement per raons històriques, i fins i tot l'han considerat un delicte pel qual el culpable podria enfrontar-se a l'expulsió, els zoroastrians de l'Iran mai no s'han oposat a la conversió, i la pràctica ha estat aprovada pel Consell de Mobeds de Teheran. Mentre que les autoritats iranianes no permeten fer proselitisme dins de l'Iran, els zoroastrians iranians a l'exili han fomentat activament les activitats missioneres, amb l'Assemblea Zaratustriana a Los Angeles i el Centre Internacional de Zoroastre a París com a centres destacats. Com en moltes altres religions, s'encoratja els zoroastrians a casar-se amb altres de la mateixa fe, però això no és un requisit obligatori.
En la tradició zoroàstrica, la vida és un estat temporal en què s'espera que un mortal participi activament en la contínua batalla entre la veritat i la falsedat. Abans de néixer, l'urvan ('ànima') d'un individu encara està unida amb el seu fravashi ('esperit guardià'), i han existit d'ençà que Mazda va crear l'univers. Durant la vida, el fravashi actua com un guardià i protector. En el quart dia després de la mort, l'ànima es reuneix amb el seu fravashi, en què es recullen les experiències de la vida en el món material per a la batalla contínua en el món espiritual. En la seva major part, el zoroastrisme no té una noció de reencarnació, almenys no fins que arribi la renovació final del món. Els seguidors d'Ilm-i-Kshnoom a l'Índia creuen en la reencarnació i en la pràctica del vegetarianisme, dos principis desconeguts pel zoroastrisme ortodox.
En les escriptures i la tradició zoroàstrica, un cadàver és un hoste per la putrefacció i la decadència, per exemple, de druj. Per tant, l'escriptura ordena l'eliminació segura dels morts, de manera que un cadàver no contamini la bona creació. Aquests preceptes són la base doctrinal de la pràctica tradicional del ràpid esvaïment de l'exposició ritual, s'identifica més comunament amb les anomenades torres del silenci per a les quals no hi ha terme tècnic estàndard, ja sigui en les escriptures o la tradició. L'exposició ritual només és practicada per les comunitats zoroastrianes del subcontinent indi, on no és il·legal, però es busquen mètodes alternatius d'eliminació després de l'enverinament per diclofenac que ha portat a la virtual extinció de les aus carronyaires. Altres comunitats zoroastrianes o bé cremen els seus morts, o bé els enterren en fosses que estan entubades amb morter de calç.

## Desenvolupament històric

### Orígens
El zoroastrisme va sorgir d'un sistema religiós prehistòric comú indoiranià, que data de principis del segon mil·lenni aC. Segons la tradició zoroàstrica, Zoroastre va ser un reformador que exaltà la deïtat de la saviesa, Ahura Mazda, a la condició d'ésser suprem i creador, mentre que va degradar altres deïtats i va rebutjar certs rituals.

### Antiguitat
El rei Darios I (cap al 500 aC) fou probablement el primer a adoptar l'ensenyament de Zoroastre com a religió oficial. Sota els seus descendents, però, el zoroastrisme es barrejà amb les antigues creences politeistes, com ho reflecteixen els texts sagrats inclosos en aquella època anomenats Yasht. Aquest texts són lloances dirigides a deïtats menors.
Durant el regnat d'Artaxerxes II (vers el 400 aC), es van construir els primers temples on es veneraven Ahura Mazda, Mitra i Anahita.
Sota els imperis d'origen grec i part (els selèucides i els arsàcides), el zoroastrisme es va mantenir al costat de nous cultes estrangers. Durant aquest període, es van fer malbé una bona part dels texts que componien l'Avesta, perdent-se per sempre més.
Amb l'Imperi Sassànida (226-651), el zoroastrisme esdevingué de nou la religió oficial de l'estat. Durant aquesta època, es va codificar el que restava de l'Avesta i l'ensenyament original va rebre certs canvis fonamentals. El principal va ser la transformació d'Ahura Mazda, que va passar de ser un principi creador abstracte i universal a la divinitat benèfica contraposada a Ahriman, la força malèfica.
El sacerdoci es va estructurar, amb un mobadhan mobadh ('cap suprem') al capdavant, els mobadh ('caps de districte') com a caps territorials i els moghan ('mags') com a baix clergue. El mobadha mobadh era el principal dirigent espiritual i la segona personalitat de l'imperi després del rei, al qual tenia el dret de coronar. L'Avesta era la seva guia escrita i Artaxerxes I en va escriure una edició completa per substituir-ne la reduïda que havia fet el rei Vologès I de Pàrtia (51-77). Sapor I va reunir vers el 325 un concili per fixar-ne els cànons. Molta informació sobre l'organització de la religió es troba a la carta de Tansar al rei de Tabaristan, que està datada vers el 560 amb Còsroes I. Un dels màxims exponents de la filosofia zoroàstrica fou Adurbad.
Amb l'arribada de l'islam, el zoroastrisme va desaparèixer gairebé del tot. Alguns dels seus practicants, anomenats avui dia parsis, van fugir cap al subcontinent indi, enduent-se els fragments restants dels texts sagrats. Vers el 2006, els practicants del zoroastrisme eren uns 155.000.

## Creences

### Creació
El zoroastrisme reconeix Ahura Mazda com l'únic creador increat de tot, i és el principi i la fi, el que no pot ser vist, l'etern, el pur i l'única veritat. La creació d'Ahura Mazda és l'antítesi del caos. Tot l'univers, inclosa la humanitat, estan implicats en aquest conflicte entre l'ordre i el caos.
En la tradició zoroastrista, el mal és representat per Angra Mainyu (el principi destructiu). Per altra banda, hi ha el concepte de llei eterna (Daena), és a dir, l'ordre correcte de l'univers, el que ha de seguir la humanitat.
Per a garantir la felicitat i per tenir a ratlla el caos, és necessària la participació activa en la vida mitjançant bons pensaments, bones paraules i bones obres. Aquesta participació activa és un element central en el concepte de zoroastrià del lliure albir, i es rebutgen totes les formes de vida monàstica.

### Escatologia

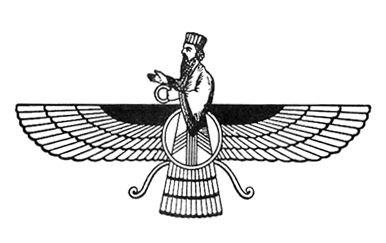
Faravahar (o Ferohar), un dels símbols principals del zoroastrisme, es creu que és la imatge d'un Fravashi (un esperit guardià)

El conflicte resultant entre el bé i el mal involucra tot l'univers, incloent-hi la humanitat, que té un paper actiu en el conflicte.
En última instància, Ahura Mazda prevaldrà sobre el mal (Angra Mainyu/Ahriman), sotmetent l'univers a una renovació còsmica i, en aquesta última renovació, tota la creació, fins i tot les ànimes dels morts que van ser desterrats a la foscor, s'unirà a Ahura Mazda. Al final dels temps, un salvador anomenat Saoshyant esdevindrà una renovació del món, i els morts ressuscitaran.
A continuació, tindrà lloc una darrera purgació del mal de la Terra (amb una onada de metall fos) i una purgació de la maldat dels cels (amb una batalla còsmica de les forces espirituals). Al final triomfarà el bé, i cada persona es transformarà en un cos i una ànima espiritualitzada. Aquells que van morir com adults es transformaran en adults sans de quaranta anys, i els que van morir joves seran permanentment joves, amb uns quinze anys. En aquests nous cossos espirituals, els éssers humans viuran sense aliments, sense fam ni set, i sense armes (o la possibilitat de lesions). La substància material dels organismes serà tan lleugera que no podrà emetre cap ombra. Tota la humanitat parlarà una sola llengua i pertanyerà a una sola nació sense fronteres. Tothom serà immortal (Amereât) i compartirà un sol propòsit i objectiu: unir-se amb la divinitat per a una perpètua exaltació de la glòria de Déu.

### Principis humans
- La igualtat entre tots, sense importar el gènere, l'ètnia o la religió.
- El respecte de totes les formes de vida.
- L'ecologisme.
- El treball dur i la caritat.
- La fidelitat i la lleialtat envers la família, la comunitat i el país.

### Imatges
Les cultures antigues solen adorar imatges; però no és aquest el cas del zoroastrisme, que precisament és una de les primeres religions a deixar de banda tota forma d'idolatria. El zoroastrisme, igual que el seu successor, l'islam, no va tenir ídols, a diferència de les altres religions indoeuropees i de la religió de la Grècia antiga. Per aquesta raó, a la Pèrsia d'aquesta època no hi ha una estatuària sagrada. Les poques representacions existents d'Ahura Mazda mai no van ser considerades com a ídols, sinó com a símbols. Mai es va confondre la imatge amb la substància.

### Foc
L'energia del creador és representada en el zoroastrisme pel foc i el sol, que són duradors, radiants, purs i sostenidors de la vida. Els fidels resen normalment davant d'alguna forma de foc o font de llum.

### Proselitisme i conversió
Els practicants perses no permeten la conversió de les persones alienes a la religió. En els últims anys, però, els fidels de l'Iran i l'Occident sí que són partidaris de la conversió, malgrat l'opinió del clergat oficial de Bombai.

### Mort i funerals
Els ritus funeraris estan més preocupats per l'ànima que pel cos: creuen que al quart dia després de la mort l'ànima abandona definitivament el cos i que aquest esdevé com una closca buida. Tradicionalment, els difunts eren col·locats al terrat d'unes torres tancades, anomenades «torres del silenci». Els voltors es menjaven els cadàvers i les inclemències del temps els descomponien.
L'ésser humà ha de seguir en la seva vida els principis del bé, que es caracteritza per la pietat i l'ordre. Quan mori serà jutjat segons les seves accions i viurà en un paradís o en un infern fins a la gran lluita final.

## Similituds amb les religions abrahàmiques

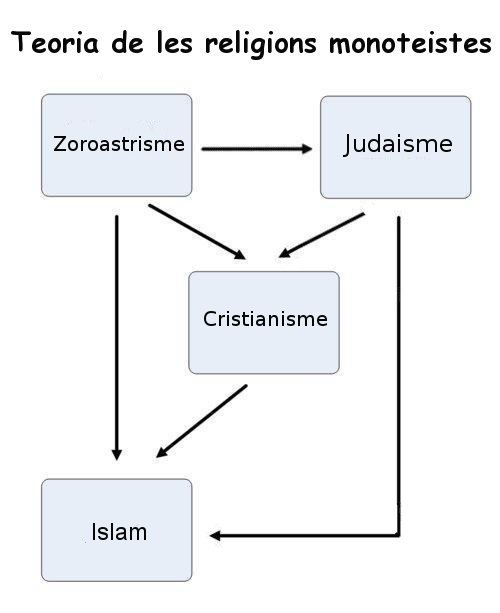
Teoria de Frazer i Joyce

Alguns estudiosos, com James George Frazer o James Joyce, creuen que un bon nombre d'elements de l'escatologia, soteriologia, angeologia i demonologia del judaisme i del cristianisme tenen el seu origen en el zoroastrisme, que hauria estat transferit al poble jueu durant la captivitat babilònica en l'era persa. L'islam també sembla haver-ne integrat i adaptat les idees principals.
Algunes d'aquestes similituds són:
- La creença en un Déu suprem etern.
- El dualisme entre el bé i el mal.
- L'existència d'àngels, arcàngels i tota la demonologia.
- La personificació del mal en la serp i l'obscuritat.
- La personificació del bé com el déu poderós i la llum.
- L'existència d'un judici final per a tots els humans.
- El triomf del bé sobre el mal al final dels temps, amb la vinguda d'un salvador darrer que portarà a terme l'"obra de la justícia".[17]

## Demografia

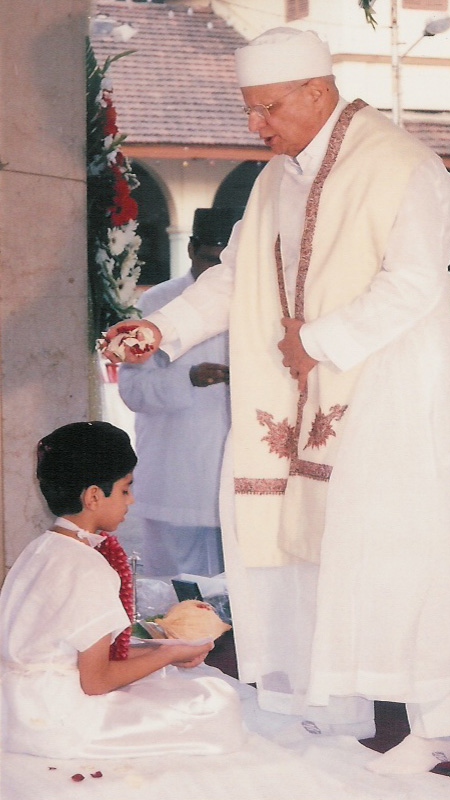
Cerimònia Navjote Parsi (ritus d'admissió dins la fe zoroastriana)

El 2004, el nombre de zoroastrians arreu del món estava estimat entre 145.000 i 210.000. El cens de l'Índia de 2001 contenia 69.601 zoroastrians parsis. Al Pakistan en són uns 5.000, la majoria viuen a Karachi; aquests han augmentat de nombre en els darrers anys per l'arribada de refugiats des de l'Iran. L'Amèrica del Nord és la llar d'uns 18.000-25.000 zoroastrians, tant d'ascendència del sud d'Àsia com de l'Iran. 3.500 més viuen a Austràlia (principalment a Sydney). Les dades dels zoroastrians de l'Iran han variat àmpliament; el darrer cens (1974) abans de la Revolució de 1979 deia que hi havia uns 21.400 zoroastrians.
Uns 10.000 practicants romanen a les regions de l'Àsia central que foren antigament considerades el nucli dur del zoroastrisme, per exemple, la Bactriana (vegeu també Balkh), al nord de l'Afganistan, Sogdiana, Margiana, i en altres àrees properes a la pàtria de Zoroastre.
En el cens indi de 2001, els parsis eren 69.601, cosa que representa aproximadament el 0,006% de la població total de l'Índia, amb una concentració a la rodalia de la ciutat de Mumbai. A causa de la baixa taxa de natalitat i una alta taxa d'emigració, les tendències demogràfiques indiquen que el 2020 els parsis seran només al voltant de 23.000 o el 0,002% de la població total de l'Índia. Els parsis, llavors, deixaran de ser anomenats una comunitat i seran etiquetats com una "tribu". Cap a 2008, la ràtio de naixements-morts era d'1:5; 200 naixements per any per cada 1.000 morts.
A l'Iran, l'emigració i les baixes taxes de natalitat i matrimoni estan igualment portant a una disminució de la població de zoroastrians, que actualment s'estima en menys de 20.000.